# Rosa Menni
Rosa Menni Giolli (Milano, 13 maggio 1889 – Melzo, 13 novembre 1975) è stata una pittrice e giornalista italiana.

## Biografia
Rosa Menni era figlia di Guido, alto funzionario della Banca Commerciale Italiana, e di Maria Cleofe Legnani, ballerina del Teatro alla Scala come le sorelle Annunziata e Pierina, prima ballerina anche del Balletto Imperiale di San Pietroburgo.
Oltre a Rosa i Menni ebbero altri due figli, Paola, più conosciuta come Lina, e Vittorio Emanuele. Maria Cleofe perse la vita nel 1893 con la nascita di quest'ultimo figlio. Nel 1894 Guido Menni sposò la cognata Annunziata.
L'estrazione sociale a cui apparteneva la famiglia permise alla giovane di ricevere un'istruzione che comprese le lingue straniere, la letteratura, la filosofia, la recitazione e le consentì di entrare in contatto con eminenti personalità della cultura, dell'arte e dello spettacolo.
Frequentò la Regia Accademia di Belle Arti di Brera dal 1905 al 1911, anno in cui conseguì il titolo d'insegnante di disegno per le scuole tecniche e normali. In quel lasso di tempo ebbe l'opportunità di coltivare amicizie con molti artisti. Ma un lungo e proficuo rapporto lo ebbe in particolare con i pittori Carlo Carrà e Anna Beatrice D'Anna, pseudonimo di Anna Beatrice Hirsch, e con la scultrice Gemma Pero. Con esse la giovane condivise un atelier, considerato una novità tra le artiste milanesi dell'epoca.
Durante gli anni della prima guerra mondiale, partecipò con le due colleghe a numerose mostre tra le quali la Mostra dell'Incisione Italiana e quelle allestite dalla Famiglia artistica, dal Lyceum Femminile, dalla Reale Accademia di Belle Arti, Esposizione Nazionale di Belle Arti, la Federazione Artistica Italiana e dall'Associazione femminile "Per l'arte".
Collaborò anche alla Sezione Propaganda Artistica del Comitato d'Azione tra Mutilati, Invalidi e Feriti di Guerra, illustrando delle cartoline. Nello stesso periodo, dopo la morte in guerra del fratello Vittorio Emanuele, prestò la propria opera come infermiera volontaria al Pio Albergo Trivulzio, al cui interno era stato predisposto un ospedale militare.
Nel 1917, aderì all'esposizione dei giocattoli presso il Lyceum Femminile. L'iniziativa era stata promossa dalla testata Pagine d'Arte, curata dal critico d'arte Raffaello Giolli, che diverrà suo marito il 25 febbraio 1920. La mostra aveva come obiettivo il rinnovamento dell'artigianato tradizionale e mirava a collegare l'arte decorativa alla produzione industriale. Menni, che condivideva tale prospettiva, la sostenne scrivendo vari articoli pubblicati sulle riviste Emporium, Bianco e Nero e La Fiaccola.
L'interesse verso l'arte decorativa per Menni si risolse nel progressivo abbandono della pittura e nell'avvicinamento all'arte applicata ai tessuti. Nell'autunno del 1919, intervenne alla Prima Esposizione Regionale Lombarda di Arte decorativa promossa dalla Società Umanitaria.
Stimolata dalle possibilità espressive offerte dall'arte decorativa, Rosa si lanciò nella sperimentazione della pittura su tessuto, studiò la tecnica indiana del Bandhana, quella giapponese dello shibori e soprattutto quella giavanese del batik, che rinnovò in chiave occidentale. Nel febbraio 1921, esibì i propri manufatti alla mostra allestita dall'A.M.I., la società d'Arte Moderna Italiana voluta dalla stilista Maria Monaci Gallenga. 

### Il laboratorio tessile
Dopo queste esperienze, avviò una personale produzione artigianale che denominò Le stoffe della Rosa. Il logo che le rappresentava era una rosa stilizzata intagliata su un ovale di legno.
Oltre all'industriale Edoardo Mattoi, che sostenne Rosa nei primi anni, una figura di primo piano che collaborò con il laboratorio fu la pittrice triestina Maria Lupieri con cui Menni ebbe un legame duraturo. Nel corso della sua attività l'artista milanese spaziò anche in altri campi: dai gioielli ai portasigarette, dalle scatole per cipria agli oggetti da toilette, dalle cornici alla rilegatura dei libri, utilizzando, oltre alle stoffe, il linoleum, la juta, il cuoio.
Anche per tutto l'arco degli anni Venti Menni aderì a manifestazioni espositive. Le più significative si rivelarono quelle organizzate dalla Galleria Pesaro di Milano, per essa ideò nel 1923 complementi d'arredo – e la prima Mostra biennale delle Arti Decorative Internazionali, a cura del Consorzio autonomo Milano Monza Umanitaria (dal 1930 Triennale). In tale occasione Rosa ricevette il diploma di medaglia d'argento. Altrettanto importanti furono i riconoscimenti ottenuti nel 1925 all'Exposition des Arts Décoratifis et Industriels Modernes di Parigi e alla II Biennale di Monza dove, tra i suoi elaborati, presentò il più noto di essi: una giacca di panno color zafferano dai motivi geometrici, stampati a mano, di gusto futurista
Grazie a queste vetrine ottenne commissioni dai maggiori sarti del tempo quali Ventura, Marta Palmer, Nicola J. Chini, in arte Nicky, Paul Andrée Léonard, dal gruppo commerciale dei fratelli Vassena e dalle sorelle Testa. Un suo affezionato cliente fu Gabriele D'Annunzio. Non mancarono ordinazioni da parte di artisti e professionisti che si occupavano dell'allestimento d'interni, tra i quali il mobiliere Eugenio Quarti, gli architetti Gustavo Pulitzer-Finali e Paolo Mezzanotte. Ideò inoltre parte dell'arredamento del locale milanese Alla Penna d'Oca.
Tra le sue molteplici attività non mancarono l'opera e il teatro: nel 1926, realizzò per il Teatro alla Scala la messa in scena della Kovancina di Modest Petrovi Musorgskij e, nel 1927, della Diana e La Tuda di Pirandello. Nel medesimo anno, partecipò alla terza edizione della Biennale d'Arte di Monza all'interno del progetto Domus Nova di Gio Ponti ed Emilio Lancia, con l'apporto di Giulio Rosso, in cui veniva presentato a nome del gruppo La Rinascente una nuova linea di arredi rivolti alla media borghesia.
Dal 1925 si dedicò ad insegnare disegno e arte decorativa alla Libera Accademia di Cultura e Arte di Vincenzo Cento, una scuola privata avviata dopo la chiusura del Circolo d'arte e d'Alta coltura, istituto fondato nel 1921 da Raffaello Giolli.

### L'impegno nella carta stampata
La poco redditizia attività dell'atelier e la crisi economica del 1929 indussero Menni a chiudere il laboratorio e a occuparsi d'arte attraverso la scrittura. Collaborò con le testate Domus, Casabella e Problemi d'arte attuale (poi Poligono, Rivista mensile d'arte) periodico pubblicato dal marito che, sempre nel 1929, aveva fondato la casa editrice AEA, Anonima Editrice d'Arte.
Nel 1933 Ottavia Mellone, moglie dell'editore Nino Vitagliano, fece propria la proposta di Menni di dare vita a un settimanale femminile innovativo, poi denominato Eva. Mellone Vitagliano ne assunse anche la direzione, mentre Rosa e la giornalista e scrittrice Rina Simonetta furono incaricate della redazione. Menni, anche firmandosi con il nom de plume Chiara, collaborò con la testata fino al 1948 scrivendo di arte decorativa, architettura, arredamento, curando parte della corrispondenza con le lettrici e riproponendo alcuni suoi manufatti.
Contemporaneamente lavorò per le testate Fili della Domus, Dea e per La Rivista di Monza.

### Il periodo antifascista
Con il progressivo inasprirsi del regime, la coppia Giolli Menni, a causa del suo manifesto antifascismo, visse con sempre maggiore difficoltà le imposizioni volute dalla dittatura. Raffaello, anche insegnante di storia dell'arte in licei pubblici milanesi, ne venne allontanato per non aver giurato fedeltà al fascismo.
Nel 1940 fu inviato al confino a Istonio Marina (Vasto) con il primogenito Paolo e in seguito al domicilio coatto a Senago. Rosa, con i due figli minori Ferdinando e Federico, si trasferì a Vacciago sul Lago d'Orta, dove allestì un laboratorio tessile.
Al ritorno dal confino, Giolli continuò a condividere la causa antifascista. I coniugi vennero arresti il 14 settembre 1944 e condotti nella sede della Legione Muti. Lui fu percosso e minacciato, se non avesse svelato l'identità dei compagni, di vedere torturati la moglie e il figlio minore, Federico di 14 anni, arrestato il giorno dopo e poi rilasciato. Lei venne scarcerata nella seconda metà di ottobre dopo essere stata rinchiusa, come il marito, prima all'Hotel Regina e successivamente nel Carcere di San Vittore. Raffaello, che non tradì i suoi sodali, in seguito fu trasferito al campo di concentramento di Mauthausen, nel sottocampo di sterminio Gusen II dove morì nella notte tra il 5 e il 6 gennaio 1945.
Nello stesso periodo Ferdinando, giovane scrittore e poeta, che si era arruolato nella Brigata Garibaldi, fu catturato e fucilato a Villeneuve il 14 ottobre 1944. Il primogenito Paolo, una volta liberato dal domicilio coatto, venne mandato a combattere in Grecia e dopo l'8 settembre fu rinchiuso in diversi campi di detenzione. Ottenne la libertà in seguito al 25 aprile.

### Dopo la Liberazione
Dopo la Liberazione Rosa Menni s'impegnò nelle file del Partito Socialista Italiano di Unità Proletaria. Presenziò a comizi e ad assemblee nelle fabbriche e in luoghi pubblici e, unica donna, intervenne come candidata, accanto a Giuseppe Saragat, alla manifestazione di piazza del Duomo a Milano, che chiudeva la campagna elettorale, prima delle elezioni amministrative del 1946. Nonostante la mancata elezione proseguì la militanza nel partito, sostenendo la propaganda politica anche per il referendum istituzionale del 2 giugno e per l'Assemblea Costituente.
Sempre nel 1945, divenne direttrice dell'edizione lombarda di Noi donne, organo quindicinale dell'UDI.
Fece anche parte del consiglio dell'associazione culturale "Gli Amici della Francia" che intendeva incoraggiare e accrescere gli scambi culturali tra i due paesi. Abbandonò l'istituto nel 1946 a causa di alcune divergenze con la sua direzione.
Menni, dopo essersi trasferita per alcuni anni in Brasile, ritornò in Italia nel gennaio del 1949. Da questa data si occupò perlopiù della sistemazione agli scritti del marito in parte dispersi durante la perquisizione che ne precedette l'arresto. I testi recuperati e riordinati rappresentarono la base de La disfatta dell'Ottocento, pubblicato nel 1961 da Einaudi. Curò anche la traduzione della biografia di Isadora Duncan, La mia vita, uscita nel 1948 per le edizioni Poligono, e nel 1961 organizzò la puntata relativa alla figura di Pia de' Tolomei all'interno del programma RAI Enigmi e Tragedie della Storia. Nel 1964 istituì il Premio Raffaello e Ferdinando Giolli, finalizzato a promuovere e a sostenere i giovani poeti.
Rosa Menni morì a Melzo il 13 novembre 1975.

## Opere
- R. Giolli Menni, Le mie stoffe, Milano, Galleria Pesaro, [1923]